# Командування управління інсталяціями армії США
Командування управління інсталяціями армії США (англ. United States Army Installation Management Command, IMCOM) — одне з командувань сухопутних військ США. Основним призначенням командування є підтримка та обслуговування усіх військових інсталяцій (баз, навчальних центрів, полігонів, казарменого фонду тощо) американської армії на території США та за кордоном.

## Призначення та завдання
Командування управління інсталяціями армії США (IMCOM) підтримує армію Сполучених Штатів, здійснюючи повсякденні операції на американських армійських інсталяціях по всьому світові. Армійські гарнізони — громади, які забезпечують надання багатьох типових послуг, характерних для будь-якого невеликого міста.
З 2006 до 2019 року IMCOM адміністративно та оперативно підпорядковувався Департаменту армії, будучи одним з його структурних установ. 8 березня 2019 року Командування було напряму підпорядковано Командуванню матеріального забезпечення армії США (AMC). Штаб-квартирою Командування є військова база Форт Сем Х'юстон, в окрузі Кіллін, штату Техас.